# Draganovo (distrikt i Kărdzjali)
Draganovo (bulgariska: Драганово) är ett distrikt i Bulgarien.   Det ligger i kommunen Obsjtina Tjernootjene och regionen Kărdzjali, i den centrala delen av landet, 200 km sydost om huvudstaden Sofia.